# Osmoderma italicum
Osmoderma italicum är en skalbaggsart som beskrevs av Sparacio 2000. Osmoderma italicum ingår i släktet Osmoderma och familjen Cetoniidae. Inga underarter finns listade i Catalogue of Life.